# Orazio Ariosto
Orazio Ariosto (1 de noviembre de 1555-19 de abril de 1593), nacido y muerto en la misma ciudad italiana, Ferrara, pariente de Ludovico Ariosto, fue un docto, escritor y custodio de la catedral de Ferrara.

## Biografía
Orazio era hijo de uno de los hermanos de Ludovico, llamado Gabrielle Ariosto, e íntimo amigo del abate Angelo Grillo (1557-1629), poeta de gran celebridad, e hizo Orazio los argumentos o sumarias de Jerusalén liberada y a otras poesías de Torquato Tasso, de quien mereció ser loado en una de sus cartas.
Escribió además el alegato de Orlando furioso contra lo que se dice de este  poema en el diálogo de la poesía épica del eclesiástico y escritor Camilo Pelegrino (1527-1603), Ferrara, 1585; el desapacible ataque de Pelegrino y otros individuos de la Accademia della Crusca a la obra de Tasso, brindó a otro erudito, presbítero secular, poeta, anticuario y polígloto, Juan Bautista Attendolo (1520-), natural de Capua,  materia apropiada para desplegar sus buenas dotes, poniendo al Tasso en el veraz punto de vista y en la cumbre del monte Parnaso.

## Obras
- Dos tragedias:
  - La Sidonia: tragedia, Giomale filologico ferrarese, 1985, 115 páginas.
- Una comedia intitulada La Strega
- Algunas poesías
- Un poema en octava real, intitulado el Alfeo, que la muerte no le dejó ultimar (una edición, 1982, Diputación Provincial de Ferrara, 469 páginas).
- Il Godoffredo poema eroico di Torquato Tasso con gli argomenti di Orazio Ariosti., Roma, P. Aureli, 1828.